# Dukhat
Dukhat este un personaj fictiv din universul serialului de televiziune science-fiction Babylon 5, care a fost interpretat de Reiner Schöne. A fost menționat pentru prima dată în episodul „Vânătorul de suflete”. Singurele sale apariții au fost în filmul Început și în episodul „Ispășire” ca flash-back-uri. 